# Bulbophyllum quadricolor
Bulbophyllum quadricolor là một loài phong lan thuộc chi Bulbophyllum.